# Eunos 500
Eunos 500是1990年代日本馬自達汽車公司採多品牌與銷售渠道策略，掛上副品牌「Eunos」並於該經銷商體系發售的緊湊型四門豪華轎車。

## 概要
此款車僅在日本、香港、澳大利亞和歐洲等市場上市，其中前面三個地區為1992年至1995年以馬自達Eunos 500為車名，而歐洲地區則在1992年至1999年以馬自達Xedos 6之名銷售。
馬自達經營Eunos副品牌的理念是「十年基準」，因此此款車的塗漆經過超高反射塗裝處理，且同樣也使用在另一高級車款Eunos 800上。外型設計由當時馬自達首席汽車設計師荒川健擔任，被享譽國際的義大利籍汽車設計師喬吉·喬治亞羅（Giorgetto Giugiaro）稱讚為「世界最美的小型轎車」。

## 歷史
1991年 - 10月於第29屆東京國際車展公開。
1992年 - 2月於Eunos連鎖經銷商正式發售。作為該品牌第一款轎車，車身尺碼卻比兄弟車款包括Ẽfini MS-6（五門斜背車型）、MX-6（雙門轎跑車型）、Cronos、Autozam Clef（大部分元件與馬自達Cronos相同，但外觀設計有一點差異）等還要小，但配備比較高級故價格較高。上市初期有1.8L V型六缸K8-ZE型和2.0L V型六缸KF-ZE型兩種引擎，不過1994年實施小改款時又追加一具1.8L直列四缸FP-DE型引擎。變速箱系統可分五速手排與四速自排，其中搭載五速手排的車將黏性耦合限滑差速器（viscous limited slip differential）和四輪ABS防鎖死煞車系统列為標準配備，最高等級的車另追加皮椅與電動天窗，以及當時尚未普及的免鑰匙感應門鎖系統（keyless entry system），可說相當豪華。
1995年 - 由於馬自達的營運狀況惡化，該款車在日本國內停產，不過歐洲市場仍持續銷售至1999年元月為止。

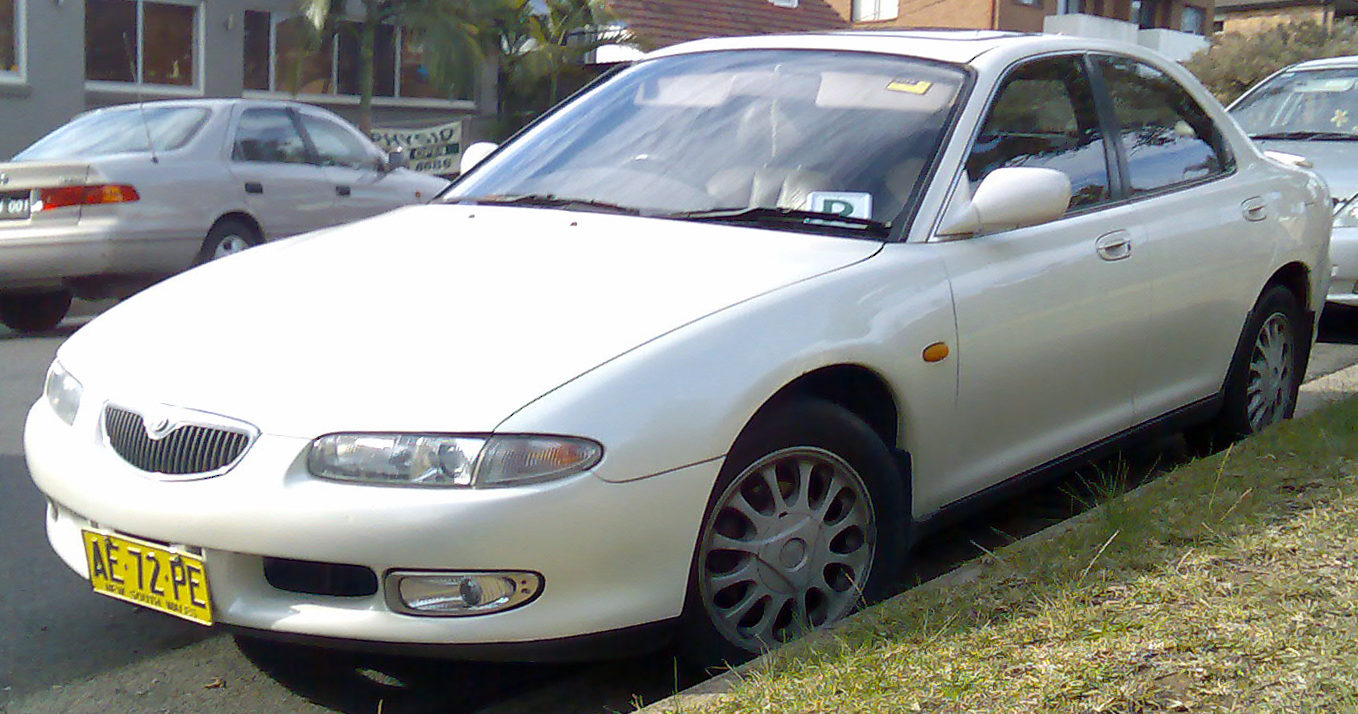
澳洲版車頭
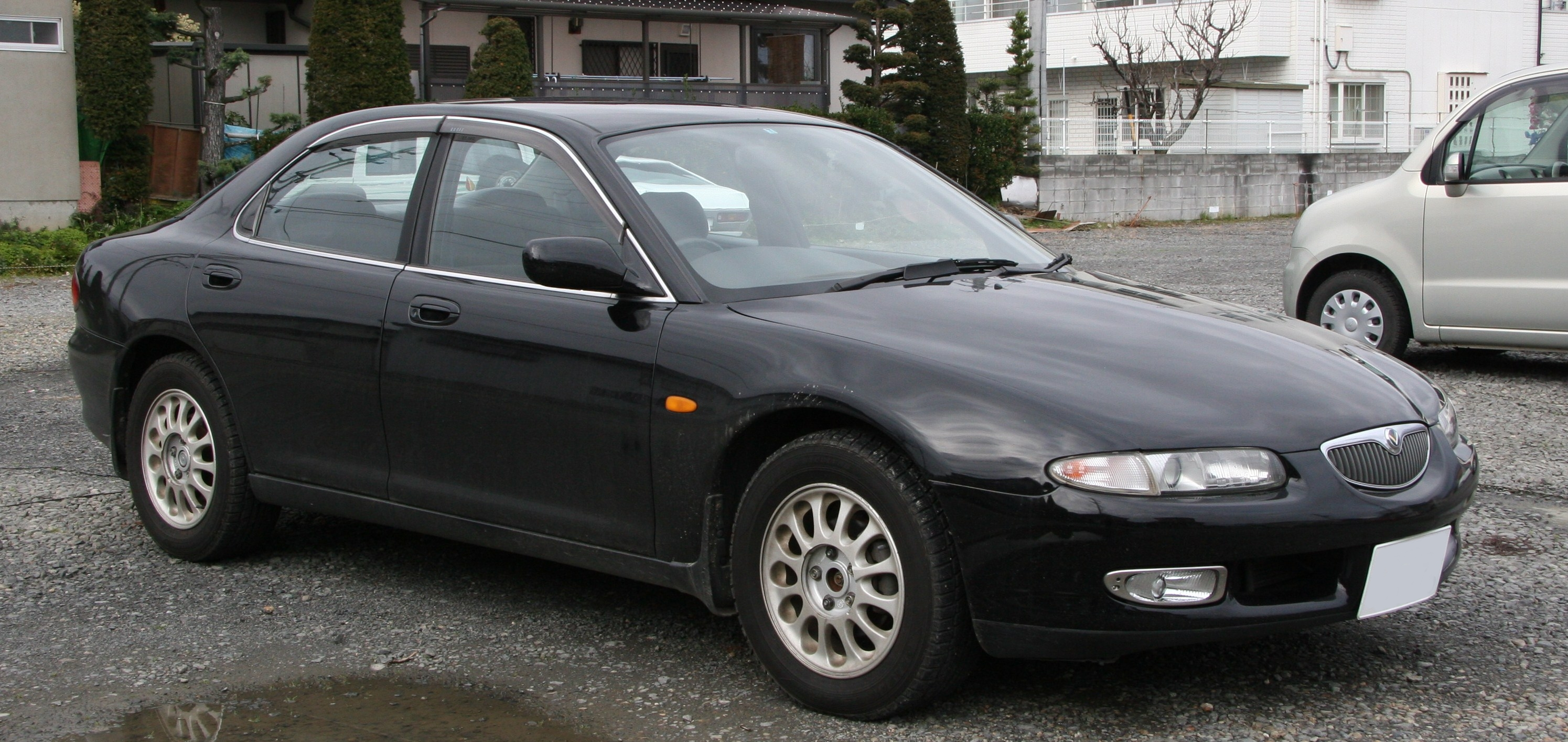
日本版車頭
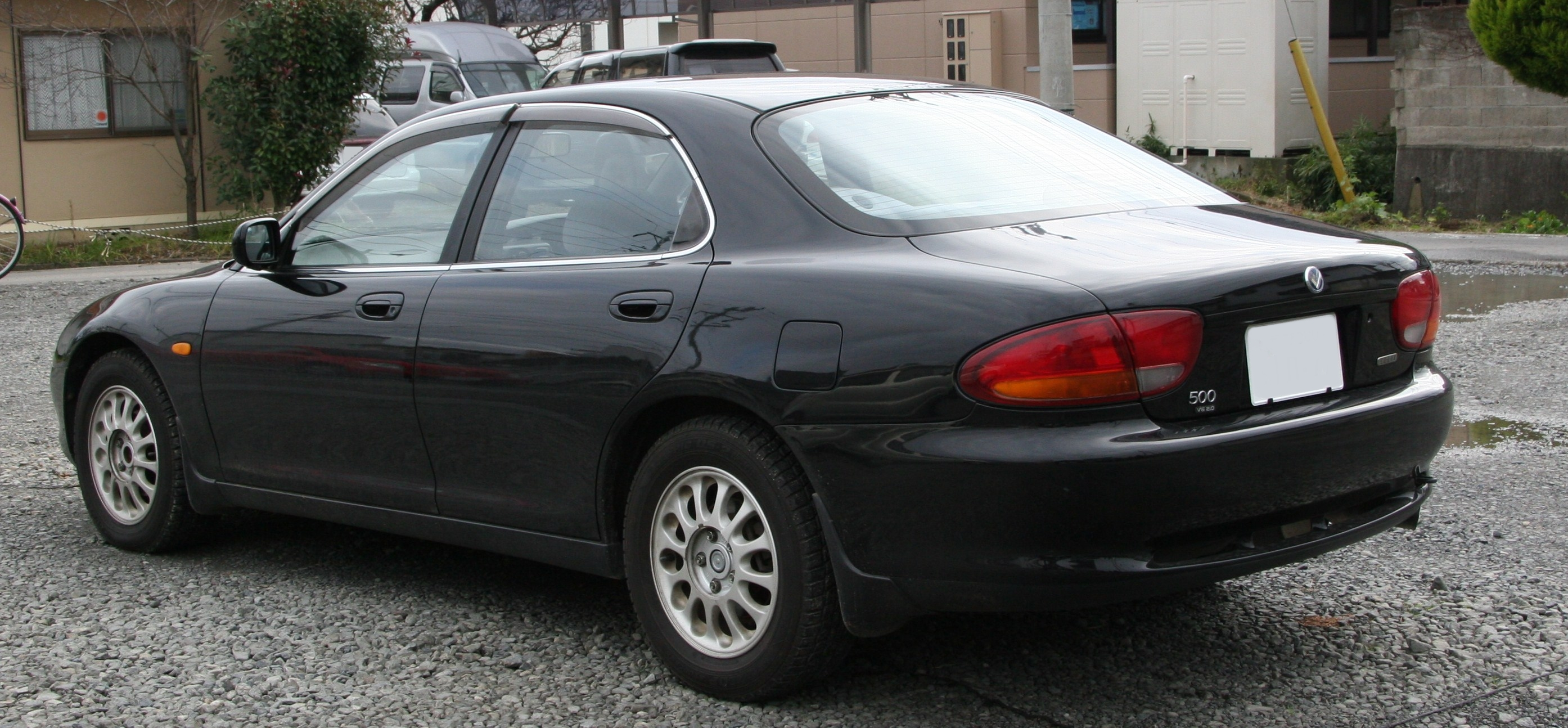
日本版車尾
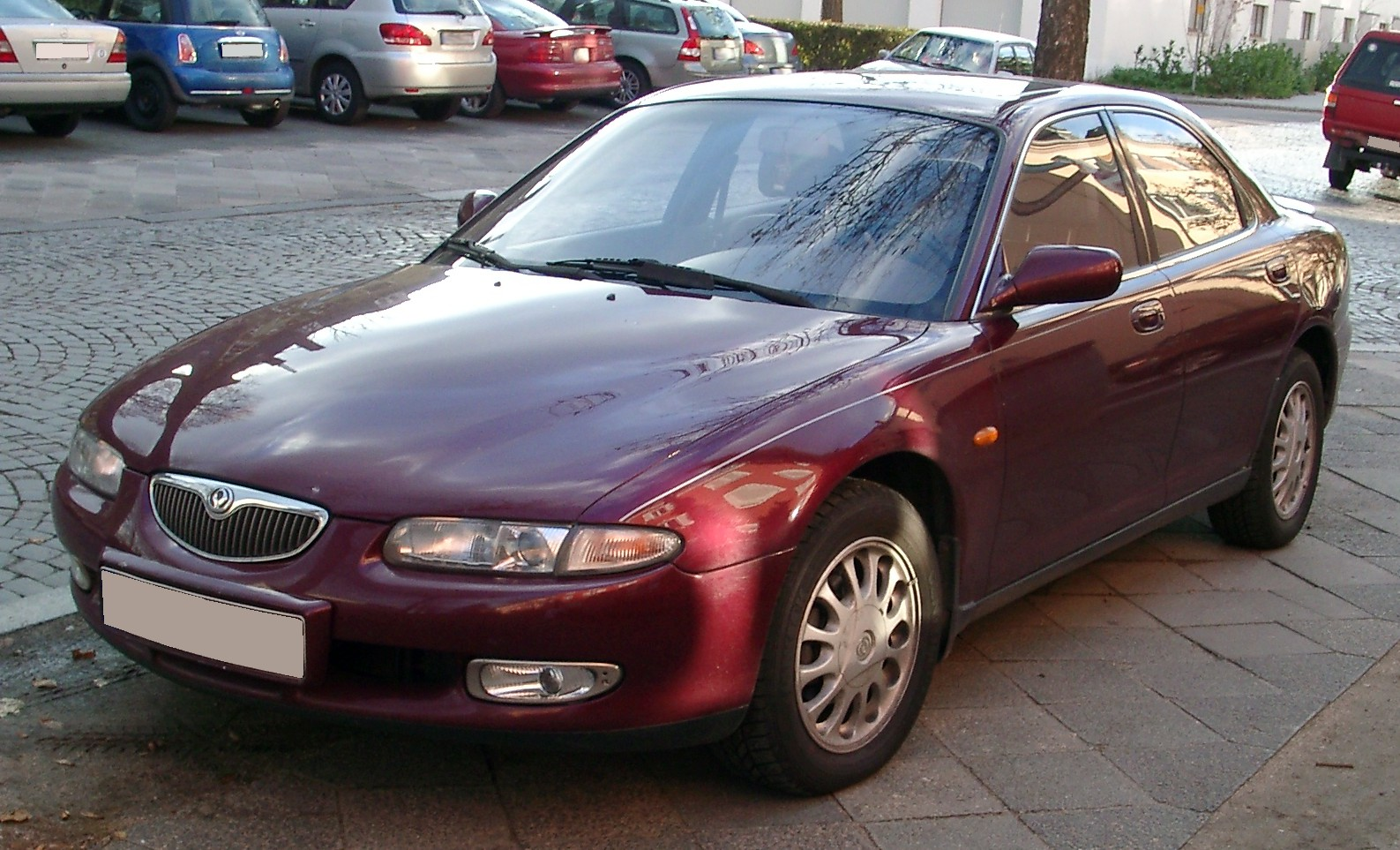
歐洲版Xedos 6車頭
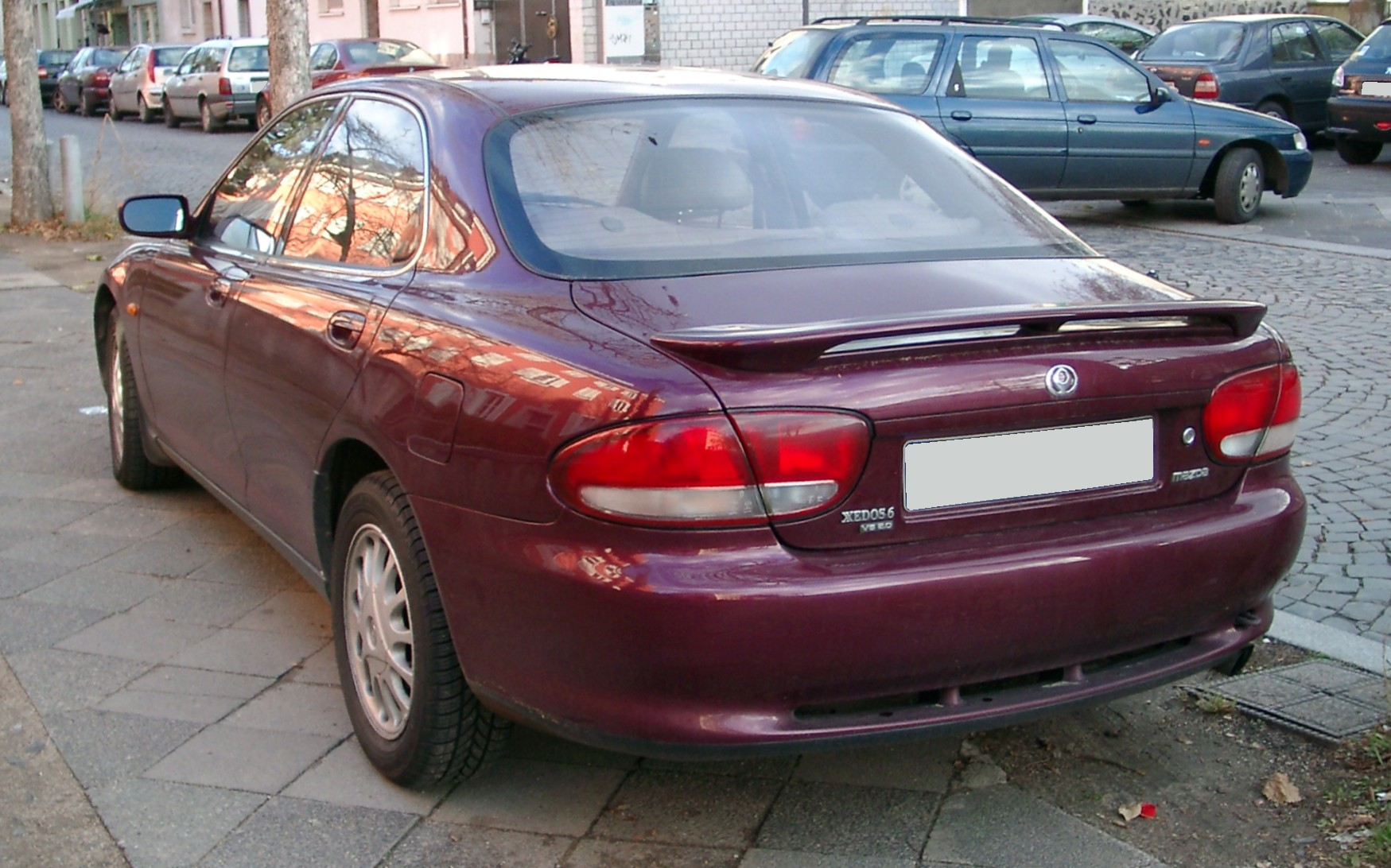
歐洲版Xedos 6車尾
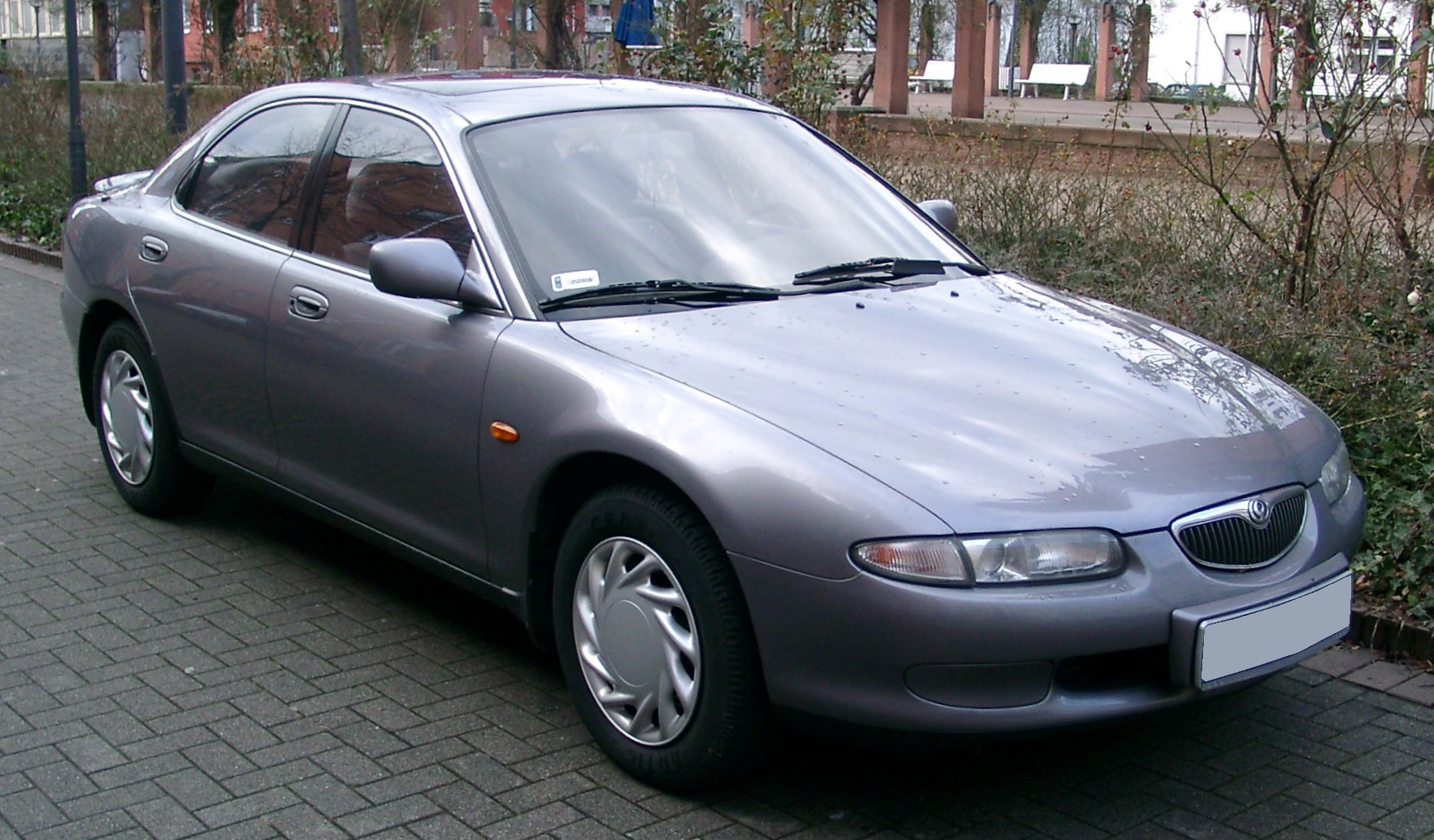
歐洲版Xedos 6車頭
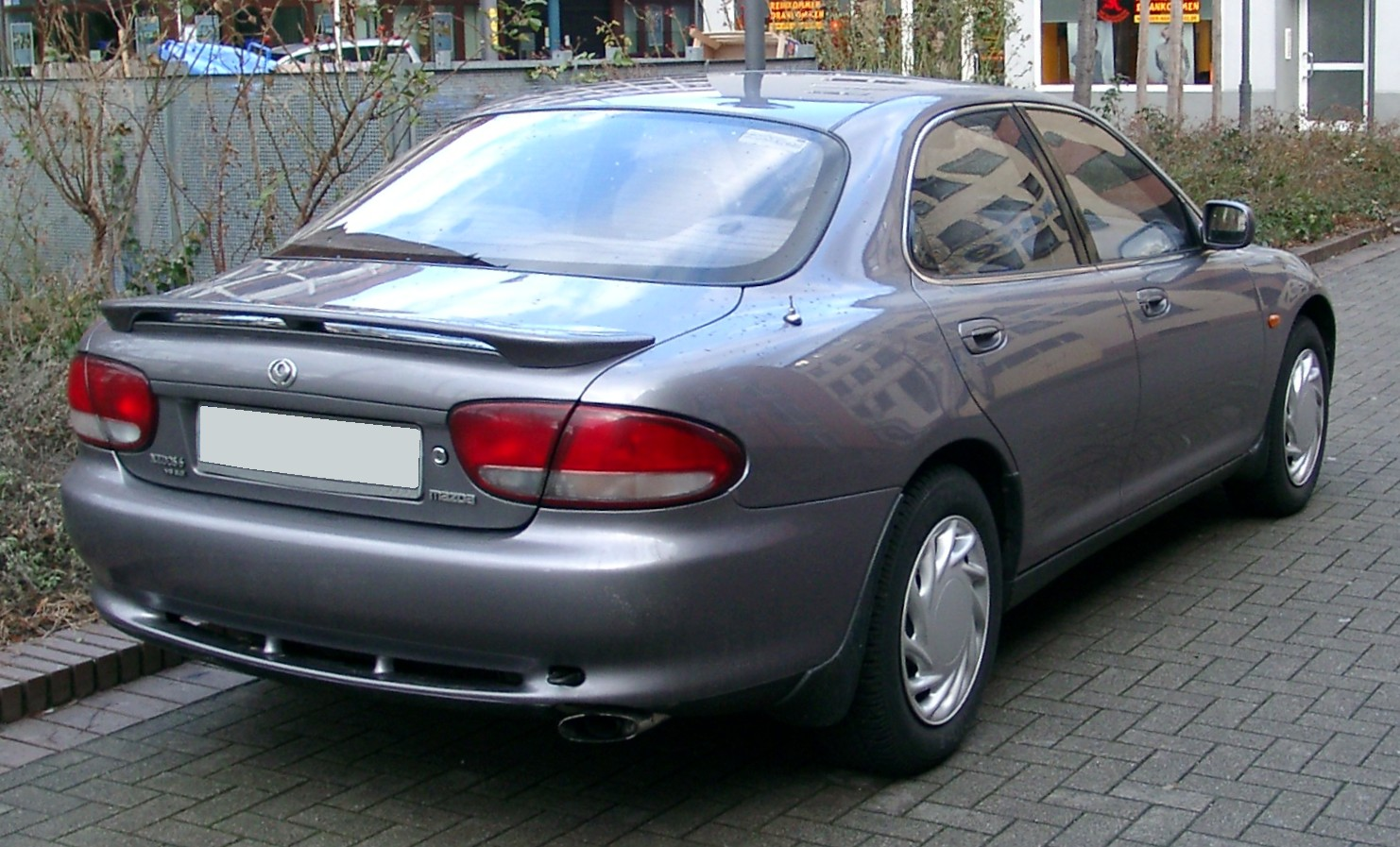
歐洲版Xedos 6車尾

## 外部連結
- （日語）Gazoo.com名車列傳：1992年マツダ ユーノス　500